# Jan III van Armagnac
Jan III van Armagnac (circa 1359 - Alessandria, 25 juli 1391) was van 1384 tot aan zijn dood graaf van Armagnac, Fézensac en Rodez en van 1384 tot 1390 graaf van Charolais. Hij behoorde tot het huis Lomagne.

## Levensloop
Jan III was de oudste zoon van graaf Jan II van Armagnac en diens echtgenote Johanna, dochter van graaf Rogier Bernard van Périgord. 
In 1384 volgde hij zijn vader op als graaf van Armagnac, Fézensac en Rodez. In 1390 claimde hij het koninkrijk Majorca, maar bij de Slag bij Navata werd hij verslagen door de troepen van koning Johan I van Aragón. Vervolgens voerde hij militaire operaties uit in Roussillon. 
De stad Florence riep in 1390 de militaire hulp in van Jan III, maar omdat hij niet genoeg geld had om een leger op de been te brengen, moest hij het graafschap Charolais voor 60.000 franken goud verkopen aan hertog Filips de Stoute van Bourgondië, met het recht van terugkopen in drie jaar. 
In 1391 trok Jan naar Italië om zijn schoonbroer Carlo Visconti, heer van Parma, assistentie te verlenen, die in conflict was geraakt met diens neef Gian Galeazzo Visconti, heer van Milaan, die de ambitie had om het volledige noorden van Italië te onderwerpen. Jans leger werd echter nabij Alessandria beslissend verslagen door de Milanezen, waarbij hij ook zelf sneuvelde.
Omdat hij geen mannelijke nakomelingen had, werd Jan als graaf van Armagnac opgevolgd door zijn broer Bernard VII.

## Huwelijk en nakomelingen
Op 14 mei 1378 huwde Jan III met gravin Margaretha van Comminges (1363-1443). Ze kregen twee dochters:
- Johanna, huwde in 1409 met Willem Amanieu van Madaillan, heer van Lesparre, Blasimont, Rauzan, Pujols, Blazimont en Cancon
- Margaretha, huwde in 1415 met burggraaf Willem II van Narbonne